# トムラウシ山

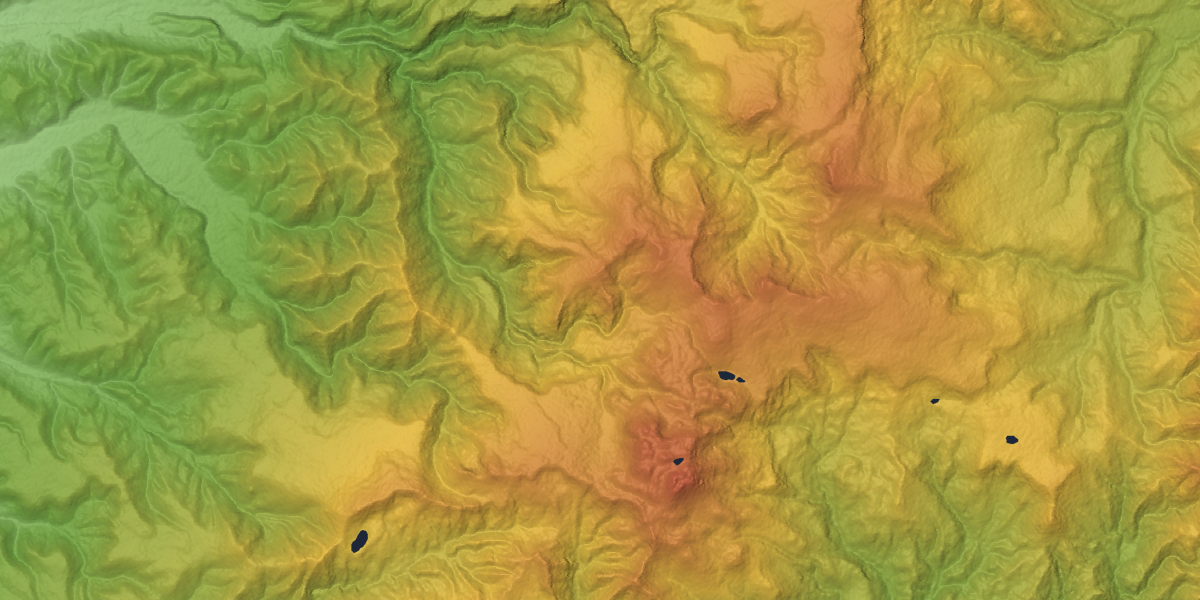
トムラウシ・忠別火山群の地形図

トムラウシ山（富村牛山、富良牛山）は、北海道中央部、上川管内美瑛町と十勝管内新得町の境にそびえる大雪山系南部の標高2,141 mの山。「大雪の奥座敷」と称される。地元では昔から「カムイミンタラ」（神々の遊ぶ庭）として崇められてきた。深田久弥の『日本百名山』に選定されている。

## 概要
約30万年前から後期更新世に活動した火山で、山頂付近の溶岩は完新世に噴出した可能性が指摘されている。山頂には南西開きの直径約200 mの火口のほか、周辺には複数の溶岩ドームや噴火口がある。麓の新得町側にはトムラウシ温泉がある。
「トムラウシ」とは、アイヌ語の「トㇺラ・ウㇱ・イ」（緑色の藻の一種が群生するところ）に由来するとされ、本来はこの山を源流とするトムラウシ川を指した地名である。国土地理院の一等三角点の名称は「富良牛山」と記されているが、これは「トムラウシ」に当て字したものである。
奥深い山である故に、広大な花畑や湖沼などの大自然が荒らされることなく残っている。山の上部は森林限界のハイマツ帯で、池塘や沼が点在し高山植物が群生している箇所がある。山腹北面の溶岩台地には大きな岩が積み重なった「ロックガーデン」と呼ばれる一帯があり、ナキウサギの生息地になっている。ロックガーデンの北側も岩が点在する一帯で「日本庭園」と呼ばれており、チングルマやエゾノツガザクラなどの高山植物が見られる。山頂の直下には北側に北沼、南西部に南沼があり、イワヒゲ、エゾコザクラ、コマクサなどの高山植物が見られる。南沼から南に下っていくと「トムラウシ公園」と呼ばれる一帯があり、エゾノハクサンイチゲなどの高山植物が見られる。山域は1934年（昭和5年）に大雪山国立公園の特別保護地区に指定された。

## 登山

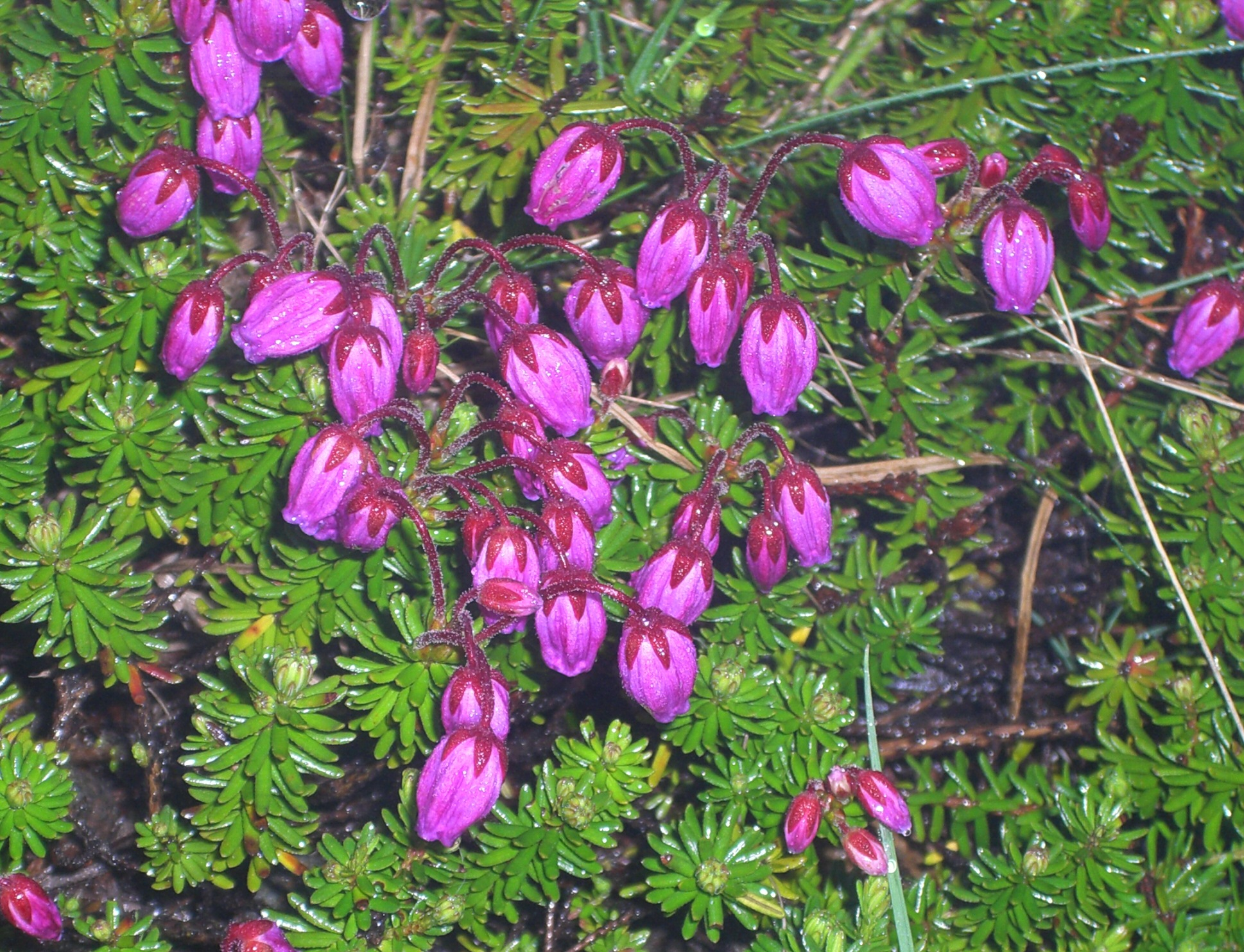
大雪山系で見られるエゾノツガザクラ

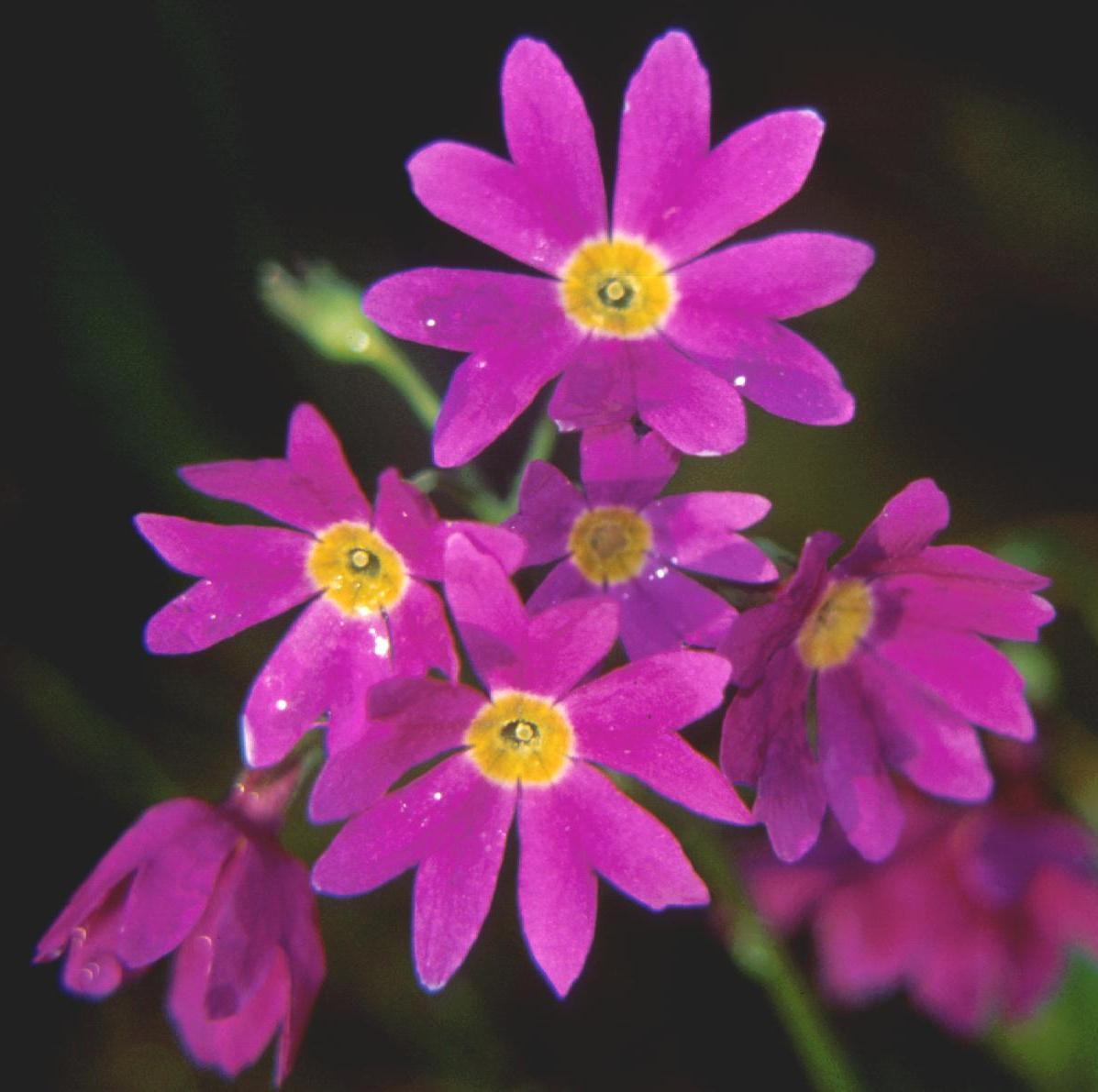
大雪山系で見られるエゾコザクラ

1926年（大正15年）5月に、北海道大学山岳部のパーティーが積雪期の初登頂をした。
登山ルートは、新得町のトムラウシ温泉から、東川町の天人峡温泉から、北より白雲岳・忠別岳を経てくる縦走路などがあるが、奥深い山であるため、最短ルートであるトムラウシ温泉短縮登山口からのコースを用いても山頂まで往復8時間半ほどかかり、山小屋などの設備も少ない。その上、天候が崩れると夏でも体感温度が氷点下まで下がることがあり、これによる気象遭難事故もたびたび起きている。

### 周辺の施設
登山道周辺には、避難小屋とキャンプ指定地がある。最寄りの山小屋は、無人のヒサゴ沼避難小屋で、南のトムラウシ温泉には国民宿舎東大雪荘がある。
| 名称                       | 所在地                   | 標高 (m) | トムラウシ山からの 方角と距離 (km) | 収容 人数 | キャンプ 指定地 | 備考               |
| -------------------------- | ------------------------ | -------- | ---------------------------------- | --------- | --------------- | ------------------ |
| 白雲岳避難小屋             | 白雲岳の南東の肩         | 1,990    | 北 15.5                            | 60        | テント80張      | 夏期のみ管理人常駐 |
| 忠別岳避難小屋             | 忠別岳と五色岳の中間点東 | 1,620    | 北東 6.9                           | 30        | テント15張      | 無人               |
| ヒサゴ沼避難小屋           | ヒサゴ沼畔               | 1,600    | 北東 3.0                           | 30        | テント30張      | 無人               |
| 南沼キャンプ指定地         | 山頂南西直下             | 1,950    | 南西 0.7                           |           | テント20張      |                    |
| 国民宿舎東大雪荘           | トムラウシ温泉           | 650      | 南 7.6                             | 118       |                 | 通年営業、登山口   |
| トムラウシ自然休養林野営場 | 東大雪荘の西             | 680      | 南 7.6                             |           | テント150張     |                    |

### 遭難事故
夏場でも3件の死亡事故例が報告されている。
- 2002年7月11日、4名と8名のパーティー2組が台風6号による暴風雨で遭難。山中に足止めされ、2日後に救出されたものの、2名の女性が脳梗塞と低体温症で死亡した。事故を発生させたガイドは業務上過失致死で起訴され、2004年10月5日に旭川地方裁判所はガイドに対し、禁固8か月（執行猶予3年）の判決を下した[11]。詳しくはトムラウシ山遭難事故 (2002年) を参照。
- 2009年7月16日、中高年のグループ18人（うちガイド3人）が天候急変による低体温症で遭難し、ガイド1人や他の単独登山者1人と合わせて9名が死亡する遭難事故が発生した[12]。詳しくはトムラウシ山遭難事故を参照。
- 2015年7月8日、単独で登山していた68歳男性が北沼付近で倒れているのが発見され、収容後に死亡が確認された。凍死とみられている[13]。

## 地理

### 周辺の山
大雪山の白雲岳と忠別岳を経て、オプタテシケ山と十勝岳へ延びる稜線上にある。忠別岳との間には、五色岳 (1,868 m) と化雲岳 (1,954 m) があり、オプタテシケ山との間には、ツリガネ山 (1,708 m) とコスマヌプリ (1,626 m) がある。山頂から南東2.3 kmの位置には、前トムラウシ山 (1,649 m) がある。
| 山容                                   | 山名           | 標高 (m) | 三角点等級 基準点名 | トムラウシ山からの 方角と距離 (km) | 備考                      |
| -------------------------------------- | -------------- | -------- | ------------------- | ---------------------------------- | ------------------------- |
| 姿見から望む旭岳                       | 旭岳           | 2,290.89 | 一等 「瓊多窟」     | 北 15.2                            | 北海道の最高峰 日本百名山 |
| ニペソツ山から望む石狩岳               | 石狩岳         | 1,967    |                     | 東 14.2                            | 日本二百名山              |
| 忠別沼北側から望む忠別岳               | 忠別岳         | 1,962.75 | 二等 「忠別岳」     | 北東 8.0                           |                           |
| 化雲平から望むトムラウシ山             | トムラウシ山   | 2,141.19 | 一等 「富良牛山」   | 0                                  | 日本百名山                |
| 天狗岳から望むニペソツ山               | ニペソツ山     | 2,012.88 | 三等 「二塀卒山」   | 南東 16.8                          | 日本二百名山              |
| 美瑛岳から望むオプタテシケ山と美瑛富士 | オプタテシケ山 | 2,012.48 | 三等 「美瑛岳」     | 南西 10.1                          | 日本三百名山              |
| 美瑛岳から望む十勝岳                   | 十勝岳         | 2,077    |                     | 南西 17.9                          | 日本百名山                |

### 源流とする河川
以下の河川が当山を源流とし、それぞれ石狩湾と太平洋に流れる。
- クワウンナイ川（石狩川水系忠別川の支流）
- トムラウシ川、パンケトムラウシ川、カムイサンケナイ川、ユウトウムラウシ川（十勝川の支流）

## ギャラリー

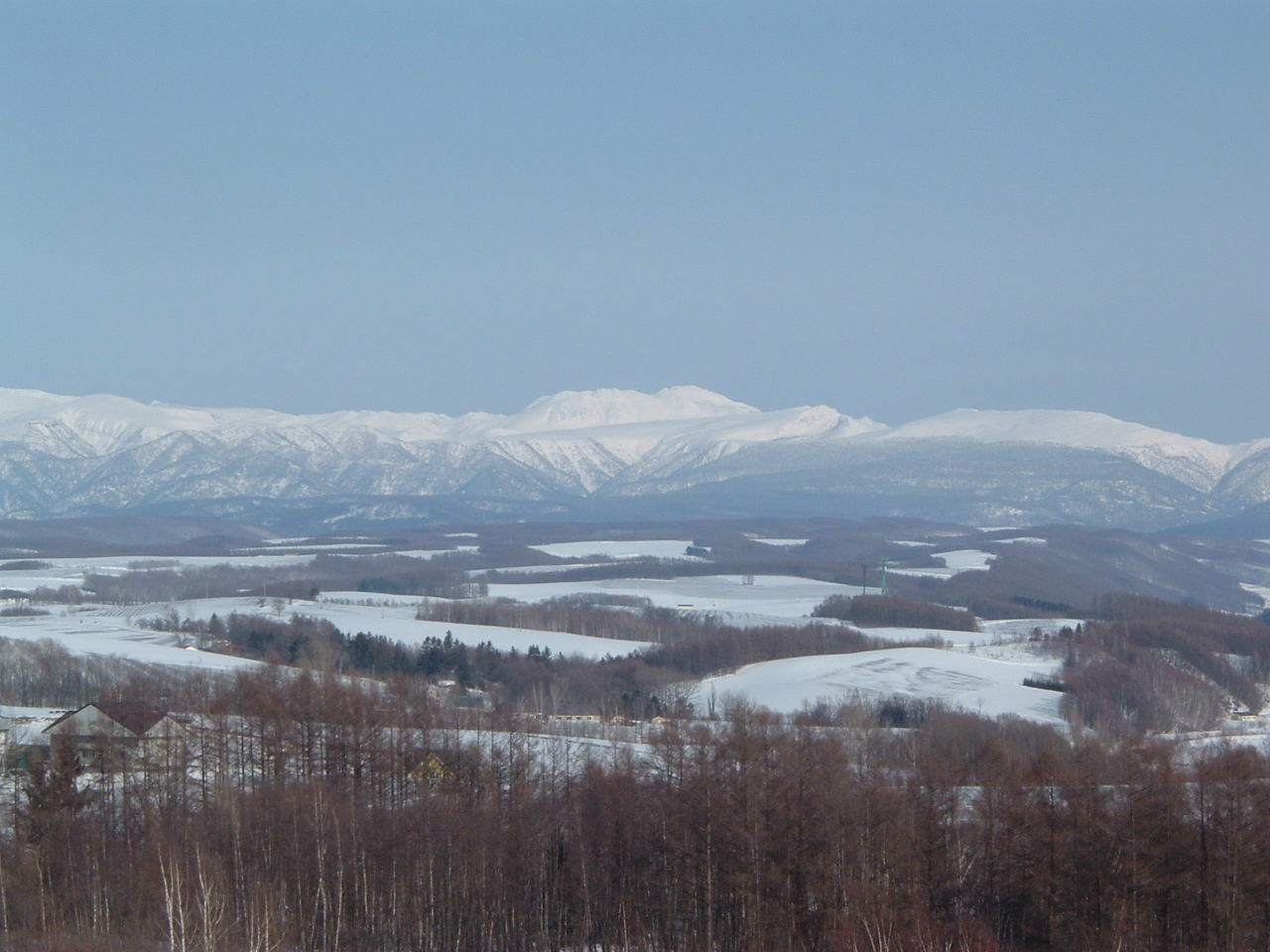
美瑛町から望むトムラウシ山
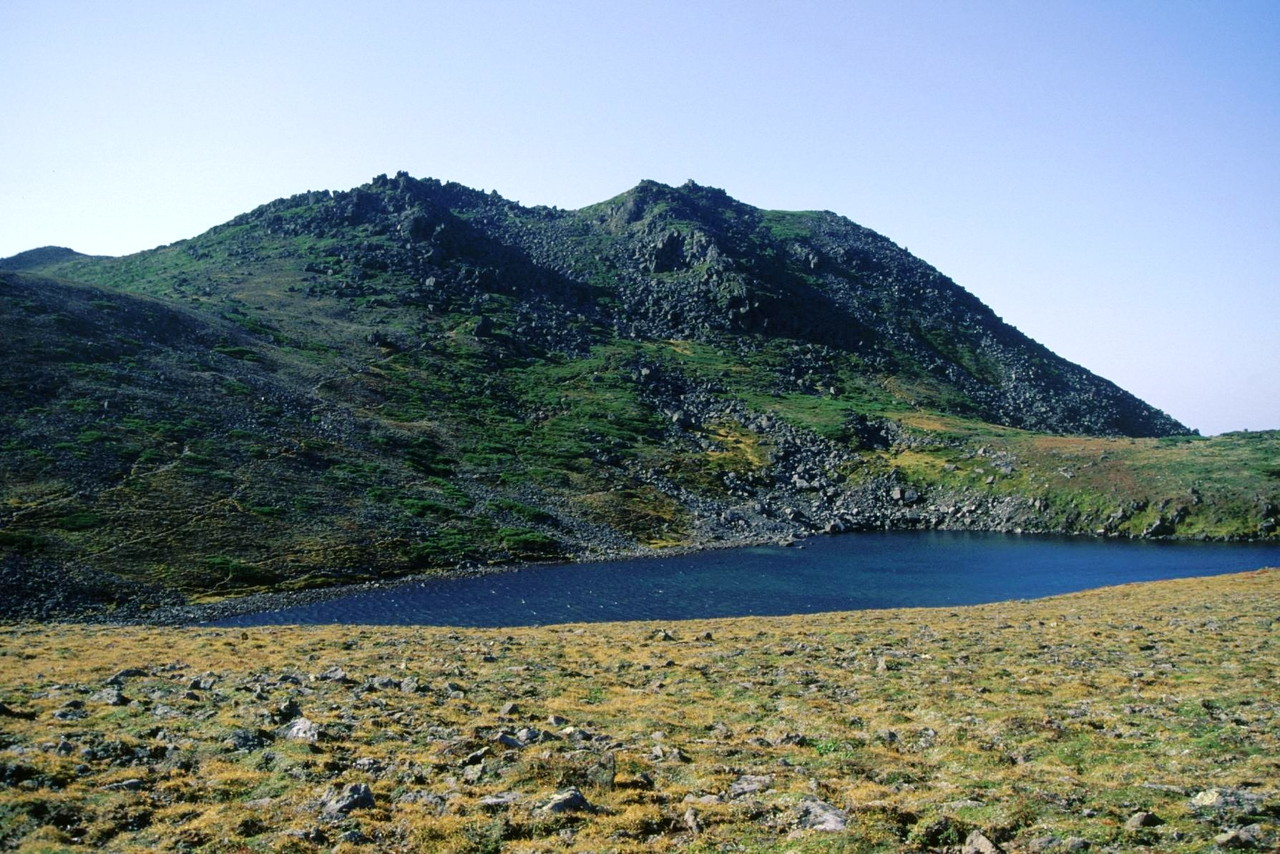
北沼とトムラウシ山
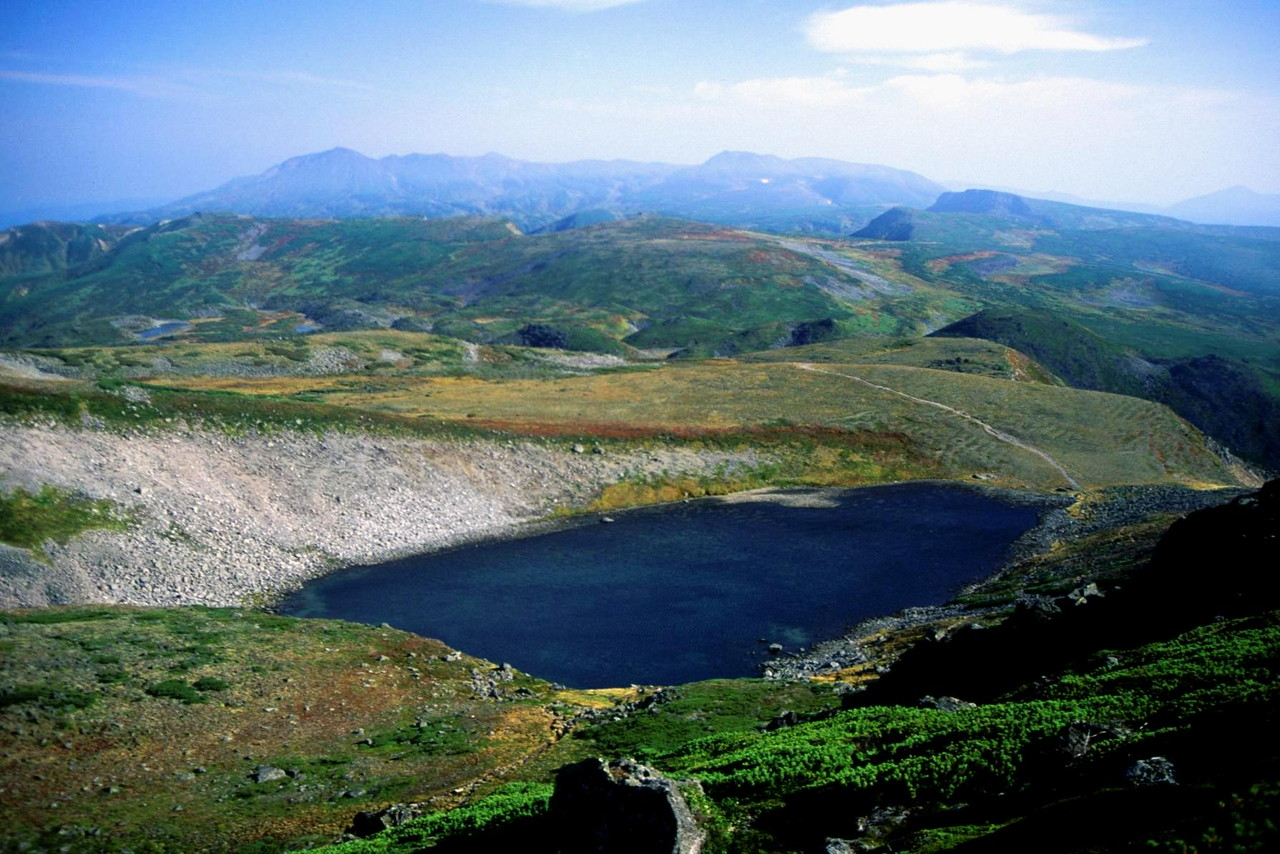
山頂から望む北沼と大雪山
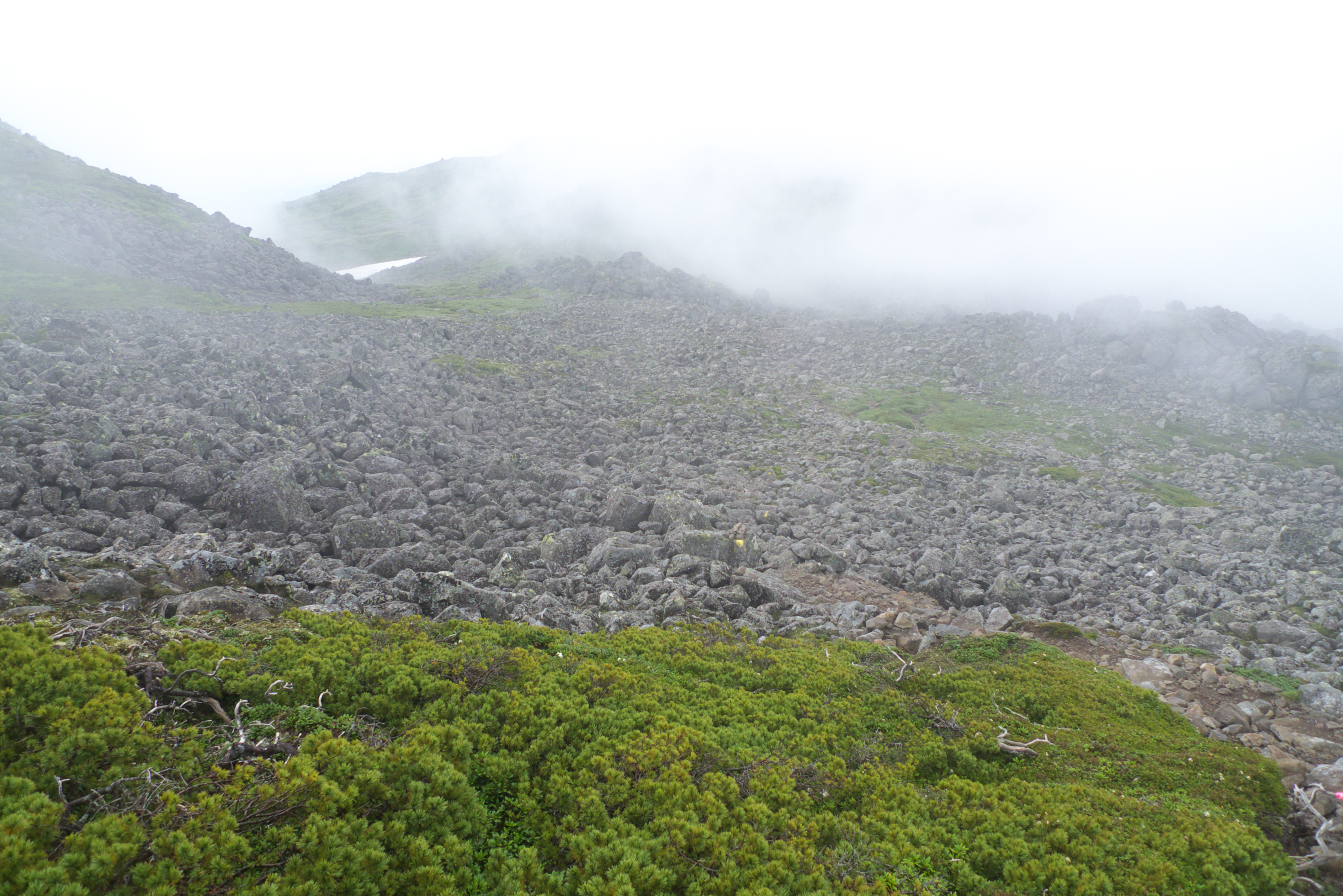
ロックガーデン
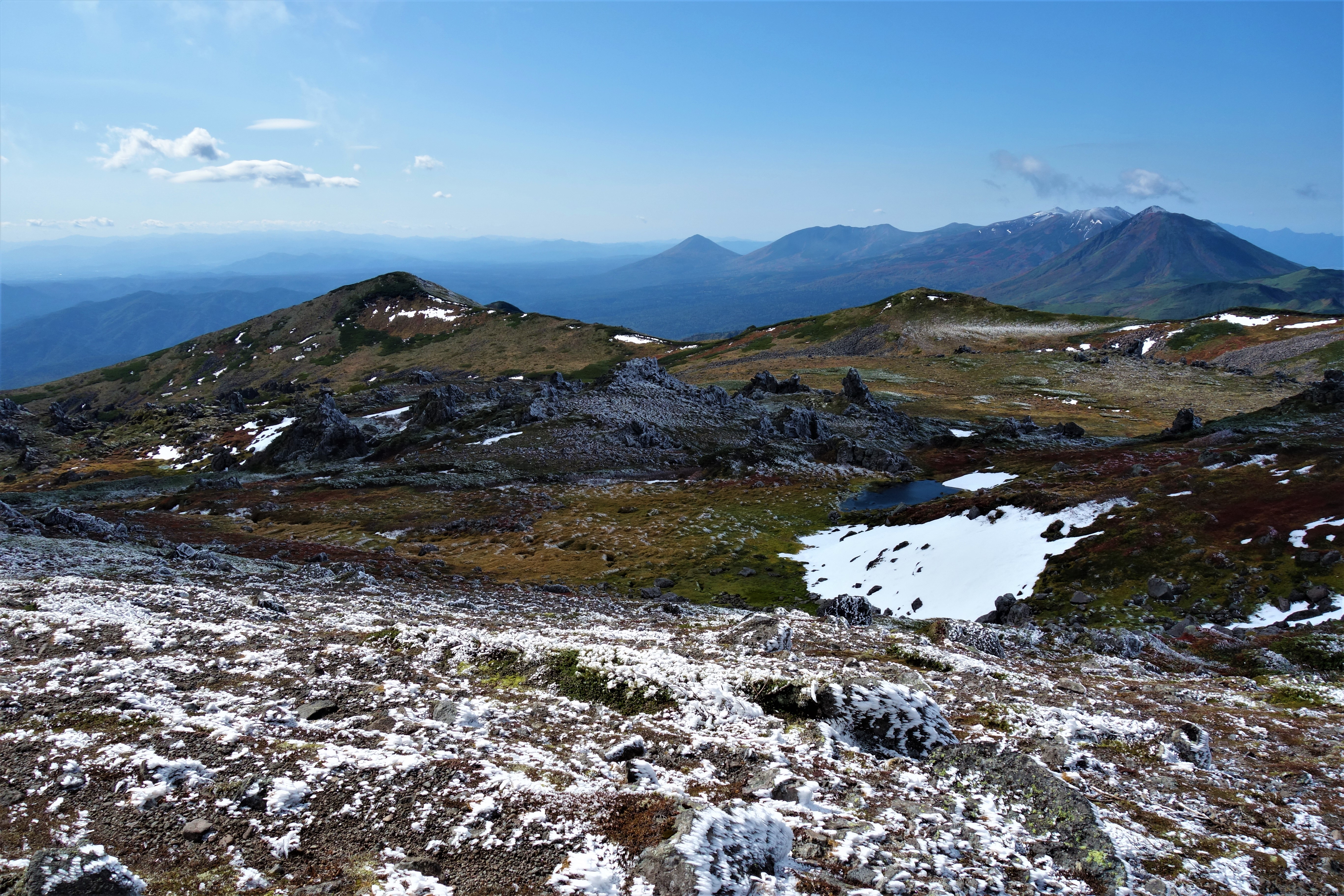
トムラウシ公園と右奥に十勝岳連峰
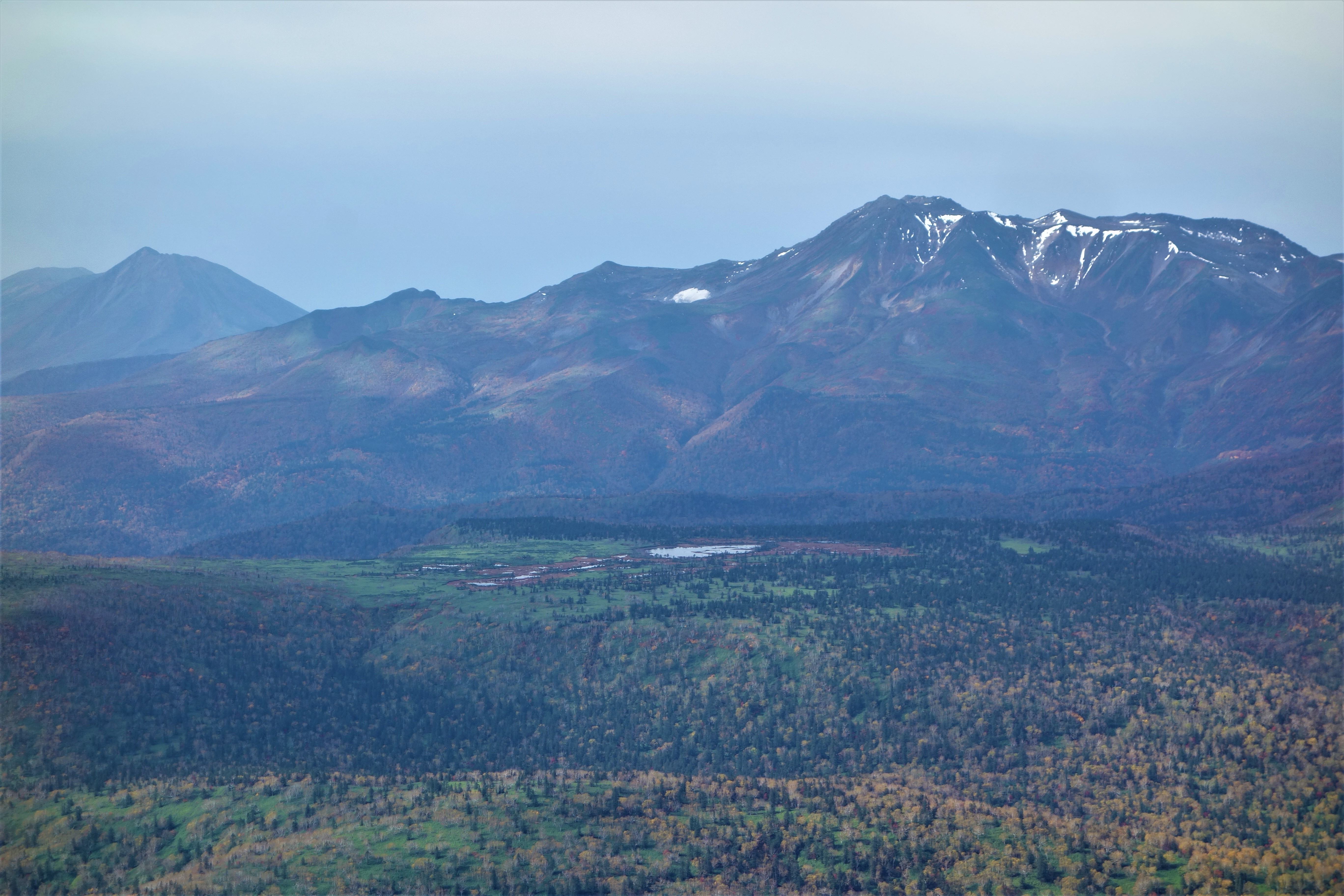
石狩岳からのトムラウシ山と沼ノ原
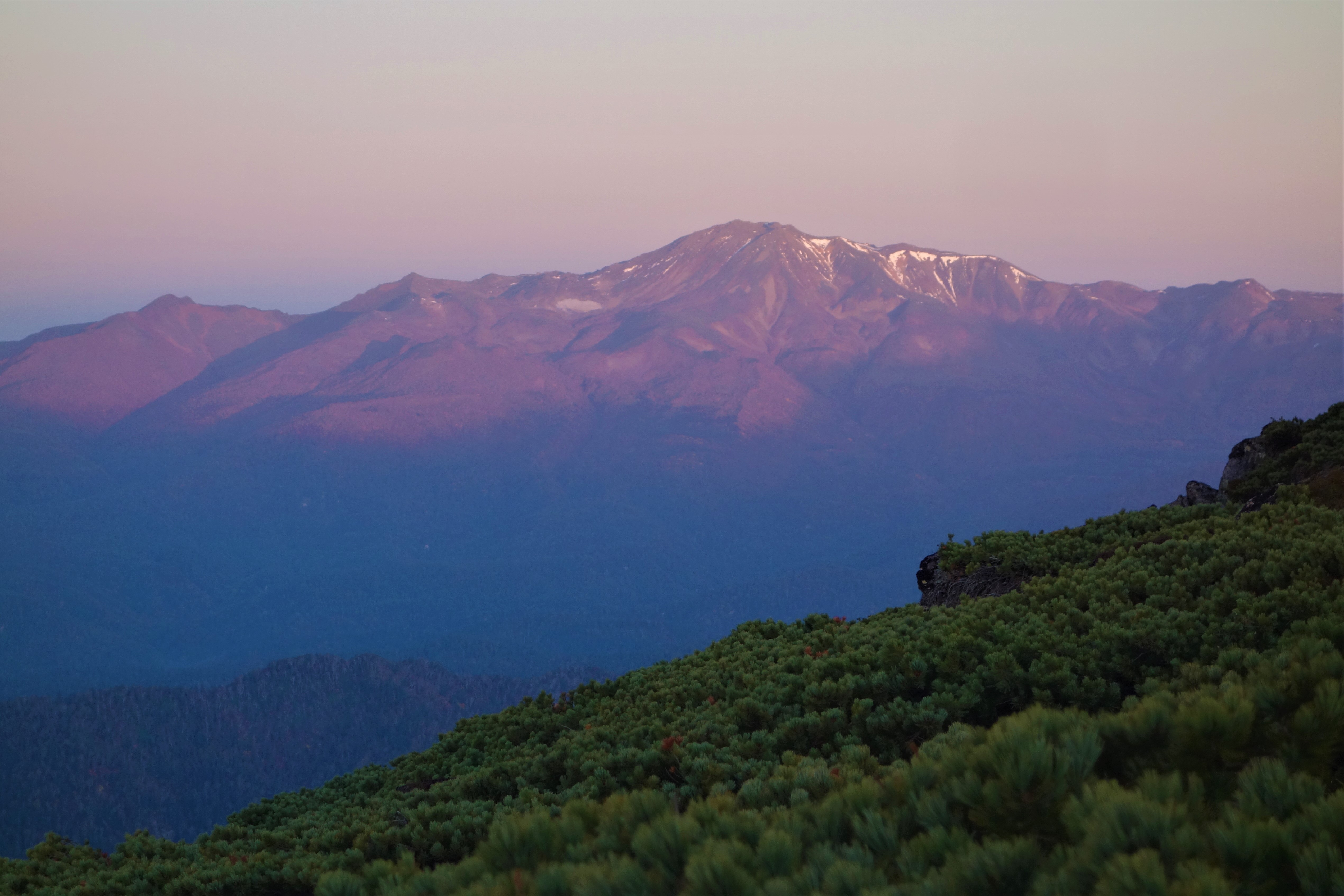
ニペソツ山からのトムラウシ山

## テレビ番組
- 『日本百名山 トムラウシ』NHK衛星第2テレビジョン、1994年9月13日放送[14]
- 「さわやか自然百景 大雪山系 トムラウシ山」NHK総合テレビ『さわやか自然百景』、2001年8月12日放送[15]
- 『クローズアップ現代 “夏山の惨事”はなぜ起きた (No.2771)』NHK総合テレビ『クローズアップ現代』、2009年7月23日放送[16]